# Zimska ciklama
Zimska ciklama (lat. Cyclamen coum) je vrsta biljke iz roda ciklama koja rasprostranjena na području od Južne Europe do istoka Male Azije. 

## Opis
Zimska ciklama je jednogodišnja biljka čija je stabljika visoka 7-8 centimetara. Listovi mogu biti u obliku bubrega ili izduženog srca. Oni rastu u jesen, te ostaju na stabljici sve do kasnog proljeća. Cvjetovi rastu u razdoblju od prosinca do ožujka, te su dugi oko 2 centimetra. Mogu biti različite boje, najčešće bijele, ružičaste ili karmin-crvene, a kod pojedinih jedinki lijepo mirišu.

## Podvrste
- Cyclamen coum subsp. caucasicum (K.Koch) O.Schwarz
- Cyclamen coum subsp. coum
- Cyclamen coum subsp. elegans (Boiss. & Buhse) Grey-Wilson

## Vanjske poveznice
|  | Zajednički poslužitelj ima još gradiva o temi Zimska ciklama |
|  | Wikivrste imaju podatke o taksonu Zimska ciklama             |